# Astrangia browni
Espèce
Synonymes
- Astrangia (Astrangia) browni Palmer, 1928[2]

Statut CITES
Astrangia woodsi  est une espèce de coraux de la famille des Rhizangiidae.

## Publication originale
- (en) Palmer, 1928 : « Fossil and Recent Corals and Coral Reefs of Western Mexico. Three New Species ». Proceedings of the American Philosophical Society, vol. 67, n. 1, pp. 21-31.